# Домпјер лез Еглиз
Домпјер лез Еглиз (фр. Dompierre-les-Eglises) насеље је и општина у централној Француској у региону Лимузен, у департману Горња Вијена која припада префектури Белак.
По подацима из 2011. године у општини је живело 384 становника, а густина насељености је износила 12,54 становника/km². Општина се простире на површини од 30,62 km². Налази се на средњој надморској висини од 350 метара (максималној 348 m, а минималној 225 m).

## Демографија
| 1962. | 1968. | 1975. | 1982. | 1990. | 1999. | 2011. |
| ----- | ----- | ----- | ----- | ----- | ----- | ----- |
| 602   | 723   | 625   | 501   | 416   | 371   | 384   |

График промене броја становника у току последњих година